# 忍の山剛
忍の山 剛（おしのやま つよし、1950年1月29日 - ）は、島根県大田市出身で春日野部屋に所属した元大相撲力士。本名は清水 光範（しみず みつのり、旧姓は森脇（もりわき））。186cm、99kg。最高位は東十両8枚目。得意技は突き、押し。

## 経歴
小学校では野球やサッカーが好きで、中学校では水泳部に所属して自由形を得意としていた。中学卒業後は家業を手伝うために職業訓練所に入所したが、約1年後に実家へ戻ると家業が潰れていたので土建会社「三和開発」に就職して土方を務めた。しかし、社長と喧嘩して関係が悪くなったことで退社し、隠岐島で汽船会社に入社したが、前の会社と変わらず喧嘩が絶えない様子を見かねた元島根県相撲連盟理事の重役が「お前みたいな極道者は相撲社会で一から出直せ」と、重役の弟である栃桜が居る春日野部屋への入門を命じた。栃錦を子供の頃に贔屓にしていたこともあって承知して入門した。1968年1月場所で本名「森脇」の四股名で初土俵を踏む。1969年9月場所から「石見冨士」と四股名を変えたが、これは郷里の三瓶山の別名に因んだ。1973年3月場所からは「忍の山」と四股名を変えたが、忍の山の名は、1972年1月場所に3場所連続で負け越して幕下上位の壁に当たって苦しんでいた時に、もう頑張っても駄目だと廃業、転職を何度も考えたが翌3月場所に6勝1敗の好成績を挙げて意欲を取り戻した時に、忍の字が性格に合っている点と字数の良さから幕下格の行司が命名した。そのかいもあって1974年3月場所に十両に昇進。1977年3月場所限りで引退。

## 主な成績
- 通算成績：220勝190敗7休 勝率.537
- 十両成績：22勝38敗 勝率.367
- 現役在位：56場所
- 十両在位：4場所
- 各段優勝
  - 幕下優勝：1回（1974年11月場所）

## 場所別成績
| | 一月場所 初場所（東京） | 三月場所 春場所（大阪） | 五月場所 夏場所（東京） | 七月場所 名古屋場所（愛知） | 九月場所 秋場所（東京） | 十一月場所 九州場所（福岡） |
| --- | ----------------------- | ----------------------- | ----------------------- | --------------------------- | ----------------------- | --------------------------- |
| 1968年 （昭和43年） | （前相撲）              | 西序ノ口9枚目 5–2       | 西序二段81枚目 5–2      | 西序二段43枚目 4–3          | 東序二段22枚目 1–6      | 西序二段53枚目 5–2          |
| 1969年 （昭和44年） | 東序二段7枚目 5–2       | 西三段目75枚目 4–3      | 東三段目59枚目 6–1      | 東三段目22枚目 1–6          | 西三段目47枚目 5–2      | 西三段目24枚目 4–3          |
| 1970年 （昭和45年） | 東三段目12枚目 4–3      | 東三段目筆頭 4–3        | 東幕下52枚目 4–3        | 西幕下44枚目 3–4            | 東幕下50枚目 4–3        | 東幕下43枚目 4–3            |
| 1971年 （昭和46年） | 西幕下35枚目 3–4        | 東幕下43枚目 6–1        | 東幕下19枚目 4–3        | 東幕下14枚目 4–3            | 東幕下13枚目 3–4        | 西幕下18枚目 3–4            |
| 1972年 （昭和47年） | 西幕下21枚目 2–5        | 西幕下35枚目 6–1        | 西幕下12枚目 2–5        | 東幕下25枚目 3–4            | 東幕下33枚目 6–1        | 東幕下14枚目 3–4            |
| 1973年 （昭和48年） | 東幕下21枚目 3–4        | 東幕下27枚目 5–2        | 東幕下15枚目 4–3        | 西幕下12枚目 4–3            | 東幕下8枚目 4–3         | 東幕下6枚目 4–3             |
| 1974年 （昭和49年） | 東幕下4枚目 6–1         | 西十両13枚目 6–9        | 西幕下3枚目 4–3         | 東幕下2枚目 3–4             | 東幕下6枚目 1–6         | 東幕下26枚目 優勝 7–0       |
| 1975年 （昭和50年） | 西幕下筆頭 4–3          | 東幕下筆頭 3–4          | 東幕下4枚目 3–4         | 西幕下8枚目 3–4             | 東幕下13枚目 6–1        | 東幕下2枚目 4–3             |
| 1976年 （昭和51年） | 東幕下筆頭 4–3          | 西十両13枚目 9–6        | 東十両8枚目 3–12        | 西幕下3枚目 3–4             | 東幕下8枚目 6–1         | 東十両13枚目 4–11           |
| 1977年 （昭和52年） | 東幕下7枚目 4–3         | 西幕下4枚目 引退 0–0–7  | x                       | x                           | x                       | x                           |
| 各欄の数字は、「勝ち-負け-休場」を示す。 優勝 引退 休場 十両 幕下 三賞：敢=敢闘賞、殊=殊勲賞、技=技能賞 その他：★=金星 番付階級：幕内 - 十両 - 幕下 - 三段目 - 序二段 - 序ノ口 幕内序列：横綱 - 大関 - 関脇 - 小結 - 前頭（「#数字」は各位内の序列） |                         |                         |                         |                             |                         |                             |

## 改名歴
- 森脇（もりわき）1968年1月場所 - 1969年7月場所
- 石見富士（いわみふじ）1969年9月場所 - 1972年5月場所
- 森脇（もりわき）1972年7月場所 - 1973年1月場所
- 忍の山 剛（おしのやま つよし）1973年3月場所 - 1977年3月場所